# Tore S. Börjesson
Tore Sigurd Börjesson, född 17 mars 1960 i Farsta församling i Stockholm, är en svensk journalist och författare, som skrivit och redigerat biografier över svenska idrottare och artister i nära samarbete med dessa.